# Zvonimir Đurkinjak
Zvonimir Đurkinjak (2. lipnja 1988.) je hrvatski badmintonist koji igra za badmintonski klub Medvedgrad 1998.
Đurkinjak je počeo igrati badminton s 10 godina. Na hrvatskom državnom prvenstvu u badmintonu osvojio je naslov u muškom pojedinačnom i mješovitom paru devet puta od 2005., a osam puta u muškom paru od 2004. godine. Osvojio je zlatno odličje na Mediteranskim igrama u Mersinu 2013. u muškim parovima, u paru sa Zvonimirom Hölblingom. Godine 2015. natjecao se na Europskim igrama u muškoj pojedinačnoj i parnoj konkurenciji.